# Mijikenda
Els mijikendes ("les nou ciutats") són nou grups ètnics de la costa de Kenya. Històricament són anomenats nyika o nika terme despectiu que vol dir "praderia" "regió sense arbres" (d'aquí el topònim Tanganyika, nyika de Tanga).
Dels nou grups, els digos es troben també a Tanzània.
Els nou grups mijikendes són:
- Digos
- Chonyis
- Kambes
- Durumes
- Kaumes
- Ribes
- Rabais
- Jibanes
- Giriames.

Cada grup té els seus costums i la variant local pròpia de la llengua comuna, semblant al suahili.
Cadascun dels grups té el seu bosc sagrat, on hi ha les restes de viles fortificades, anomenades kaya. Els onze boscos de Kenya, en conjunt, que es troben al llarg de 200 km de costa,anomenats com Boscos sagrats de kayes dels mijikenda són Patrimoni de la Humanitat.